# Arromanches-les-Bains
Arromanches-les-Bains [aʁɔmɑ̃ʃ le bɛ̃] ist eine französische Gemeinde im Département Calvados (Region Normandie) mit 431 Einwohnern (Stand 1. Januar 2022).

## Geographie

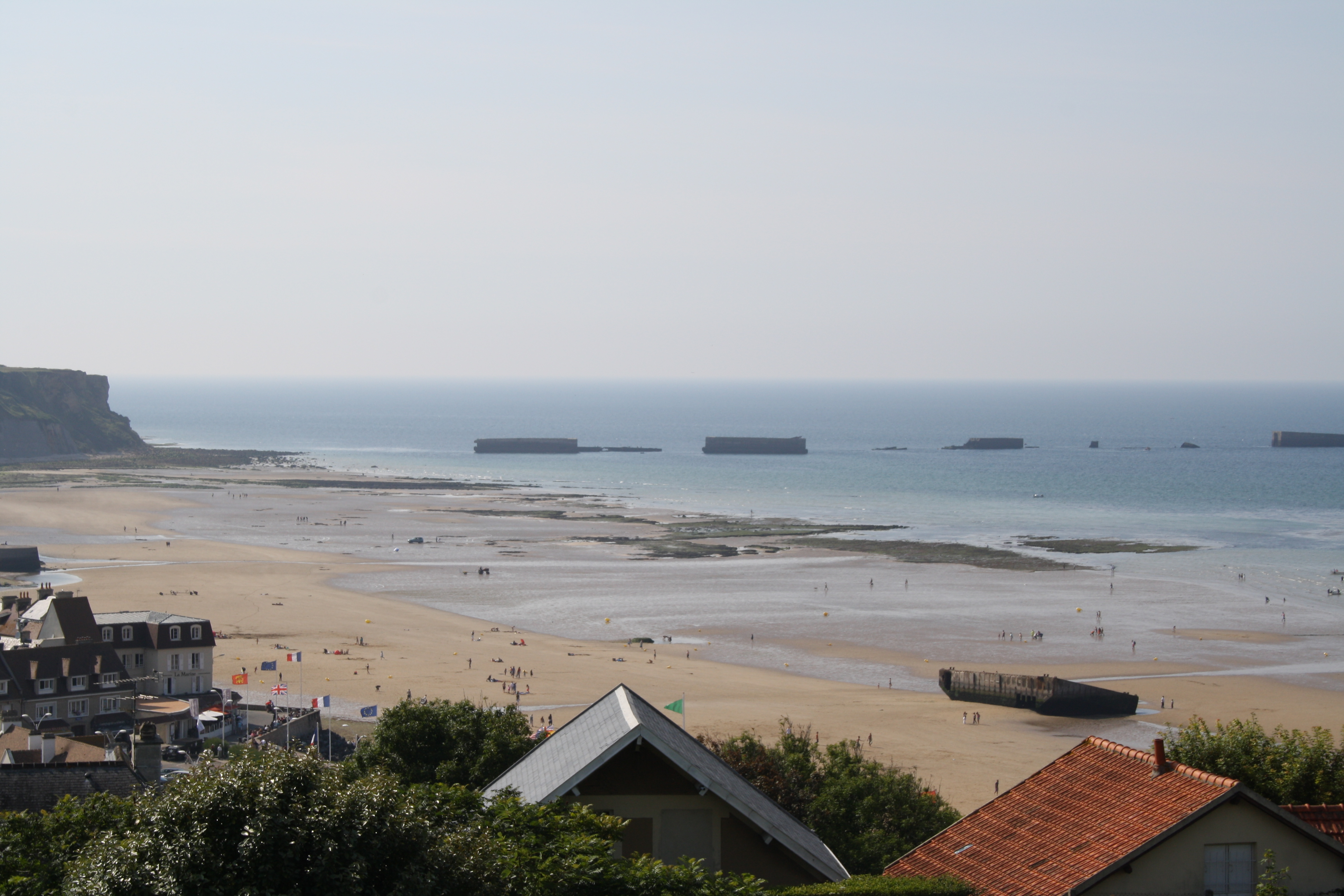
Gold Beach vor Arromanches mit Resten des Hafens Mulberry B

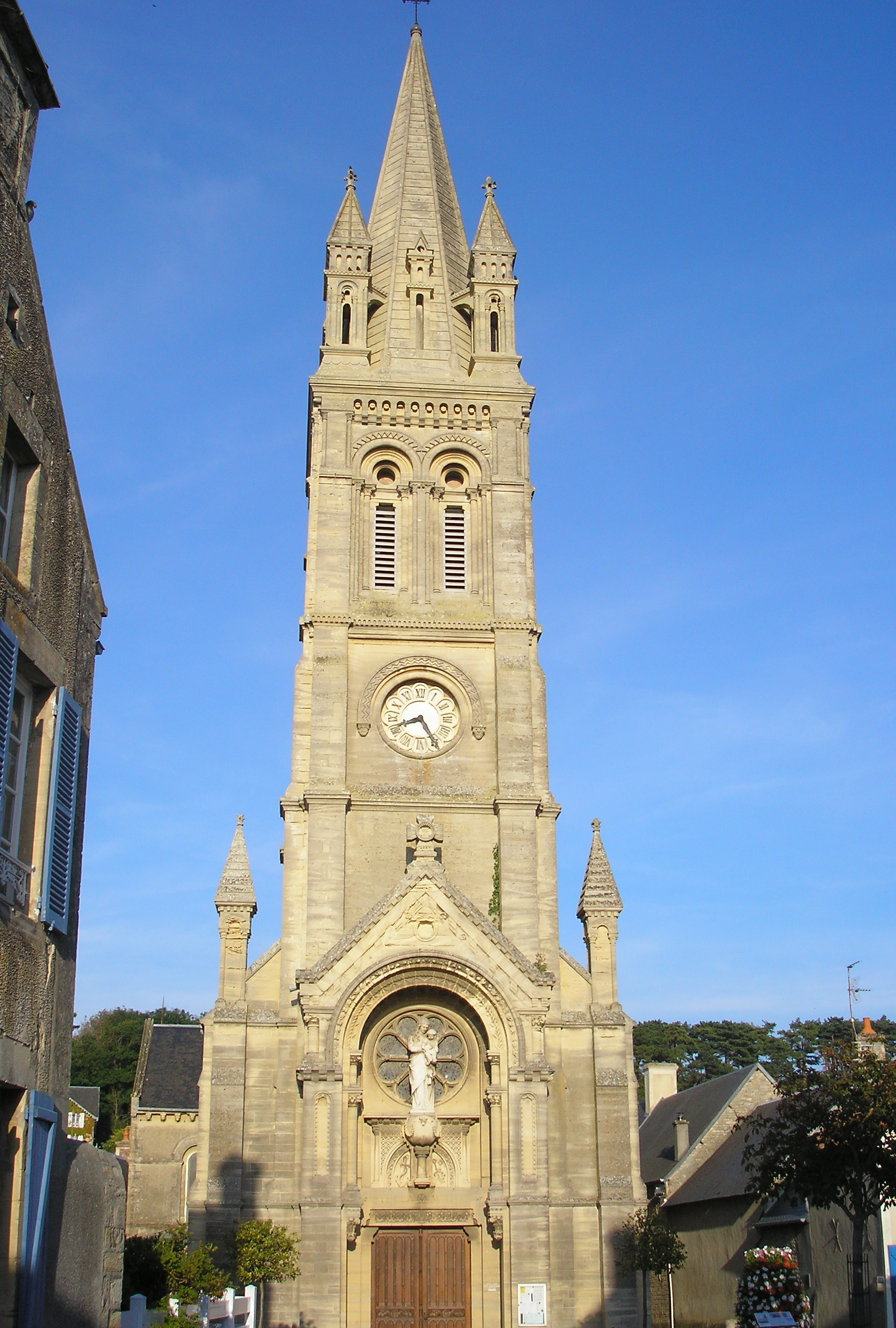
Kirche Saint-Pierre

Arromanches liegt an der Küste des Ärmelkanals, rund acht Kilometer nordöstlich von Bayeux und 25 Kilometer nordwestlich von Caen. Zu den Nachbargemeinden gehören Saint-Côme-de-Fresné und Tracy-sur-Mer.

## Geschichte
Bei den alliierten Landungen in der Normandie während des Zweiten Weltkriegs 1944 lag Arromanches im Landeabschnitt Gold Beach. Nach der Landung wurde vor der Küste einer der beiden künstlichen Häfen (Mulberry B) gebaut, über den Truppen und Nachschub an Land gebracht wurden. Reste dieses Hafens sind heute zu besichtigen.

### Bevölkerungsentwicklung
| Jahr                       | 1962 | 1968 | 1975 | 1982 | 1990 | 1999 | 2007 | 2016 |
| Einwohner                  | 298  | 339  | 355  | 395  | 409  | 552  | 609  | 503  |
| Quellen: Cassini und INSEE |      |      |      |      |      |      |      |      |

## Wirtschaft
Haupteinnahmequelle des Ortes ist der Tourismus. Neben einem Campingplatz werden zahlreiche Sport- und Freizeitaktivitäten angeboten.

## Sehenswürdigkeiten
- Musée du Débarquement, dokumentiert die Landung alliierter Truppen im Juni 1944
- Kino Arromanches 360°
- Kirche Saint-Pierre, erbaut Mitte des 19. Jahrhunderts im neuromanischen Stil